# Нинас, Никлас
Никлас Нинас (нем. Niklas Nienaß) (род. 14 апреля 1992, Марль, Германия) – немецкий политик, депутат Европейского парламента IX созыва.

## Биография
В 2011 году окончил гимназию в Ахене, в 2018 году – бакалавриат Ростокского университета. С 2009 года член партии Союз 90 / Зелёные и её молодёжной организации «Grüne Jugend» в Мекленбурге-Передней Померании. В 2015 году стал пресс-секретарём одной из рабочих групп, а в 2018 году вошёл в земельный совет партии. На выборах 2019 года был избран в состав Европейского парламента.
20 сентября 2020 года взял шефство над Дмитрием Козловым, белорусским блогером и политическим заключённым.